# Bonte luzerne
Bonte luzerne (Medicago ×varia) is een vaste plant, die behoort tot de vlinderbloemenfamilie (Leguminosae. Het is een hybride van sikkelklaver (Medicago falcata)  met luzerne (Medicago sativa). Het aantal chromosomen is 2n=32.
De plant wordt 30-80 cm hoog en heeft sterk vertakte, weinig behaarde, opstaande stengels. De deelblaadjes van het drietallige blad zijn 2-3 cm groot en hebben een getande top. Onderaan de bladsteel zitten smalle, getande steunblaadjes.
Bonte luzerne bloeit van juni tot in augustus met gele of geelgroene, 8 - 11 mm lange bloemen, die in de knop paarsblauw zijn. In andere landen komen ook paarsblauw en wit bloeiende planten voor. De bloeiwijze is een langwerpig-eivormige tros met lange bloemstelen.
De vrucht is een bruinzwarte, 1-1,5 cm lange peul met een halve tot anderhalve winding.

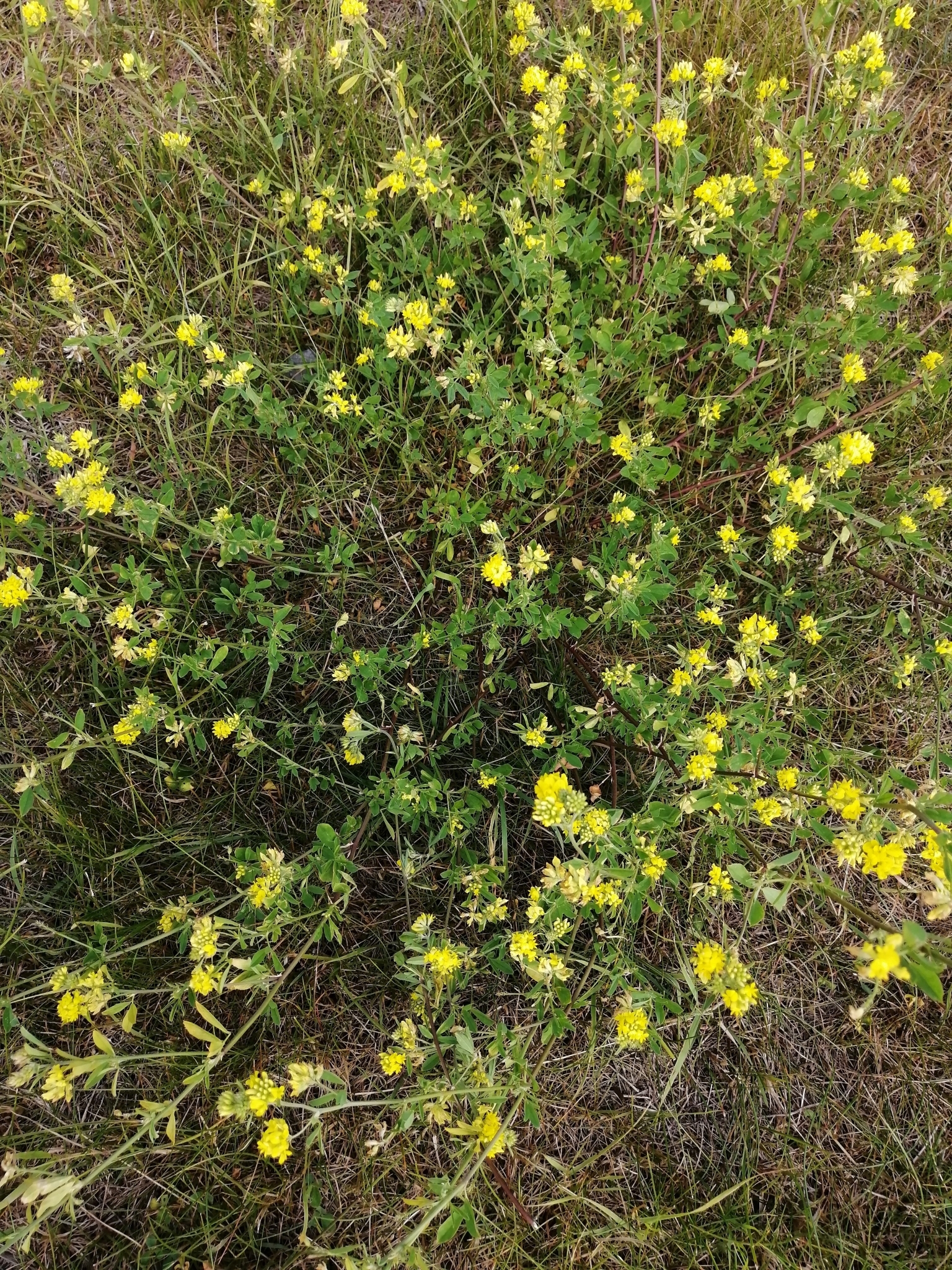
Plant
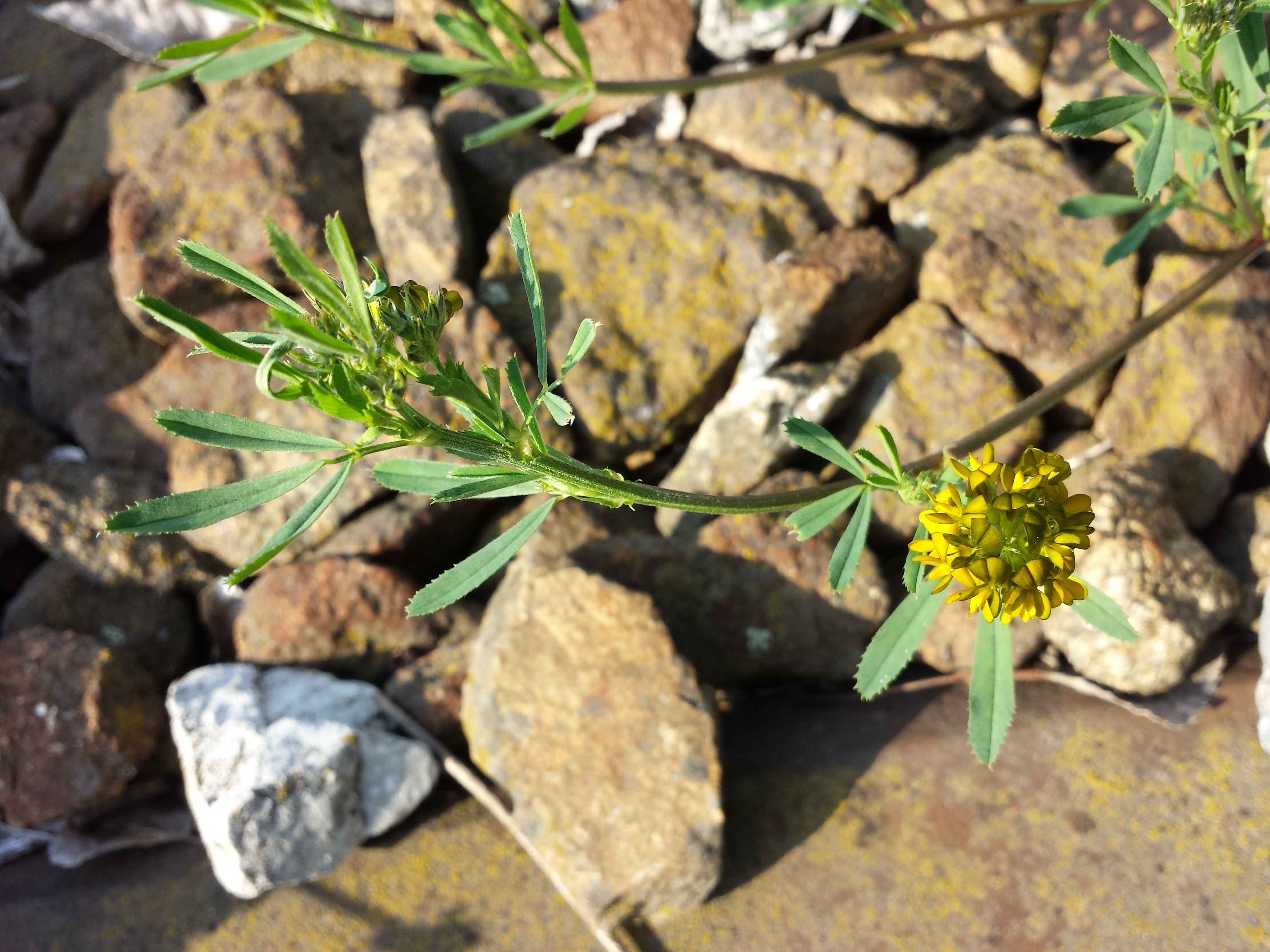
Stengel
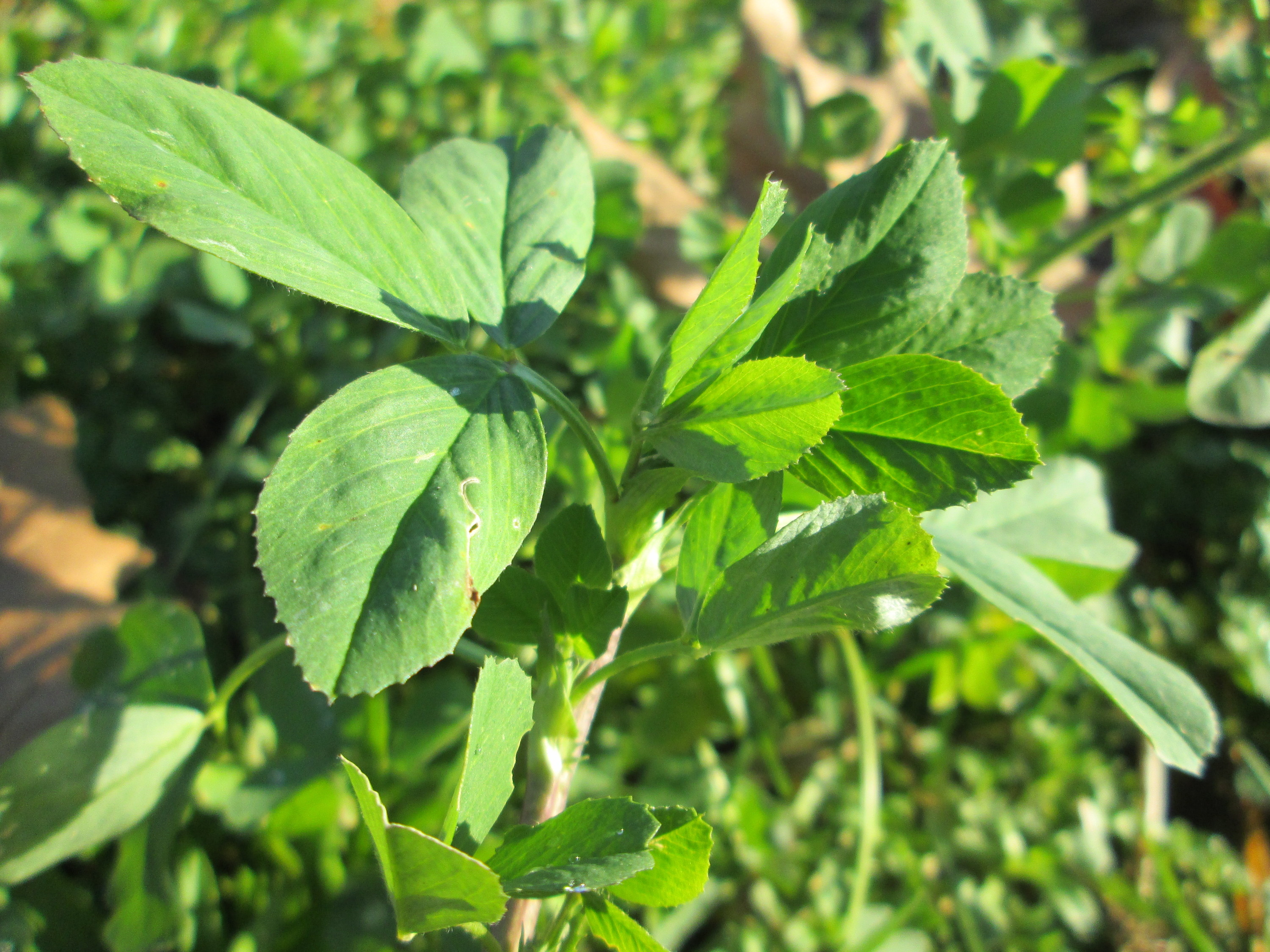
Blad
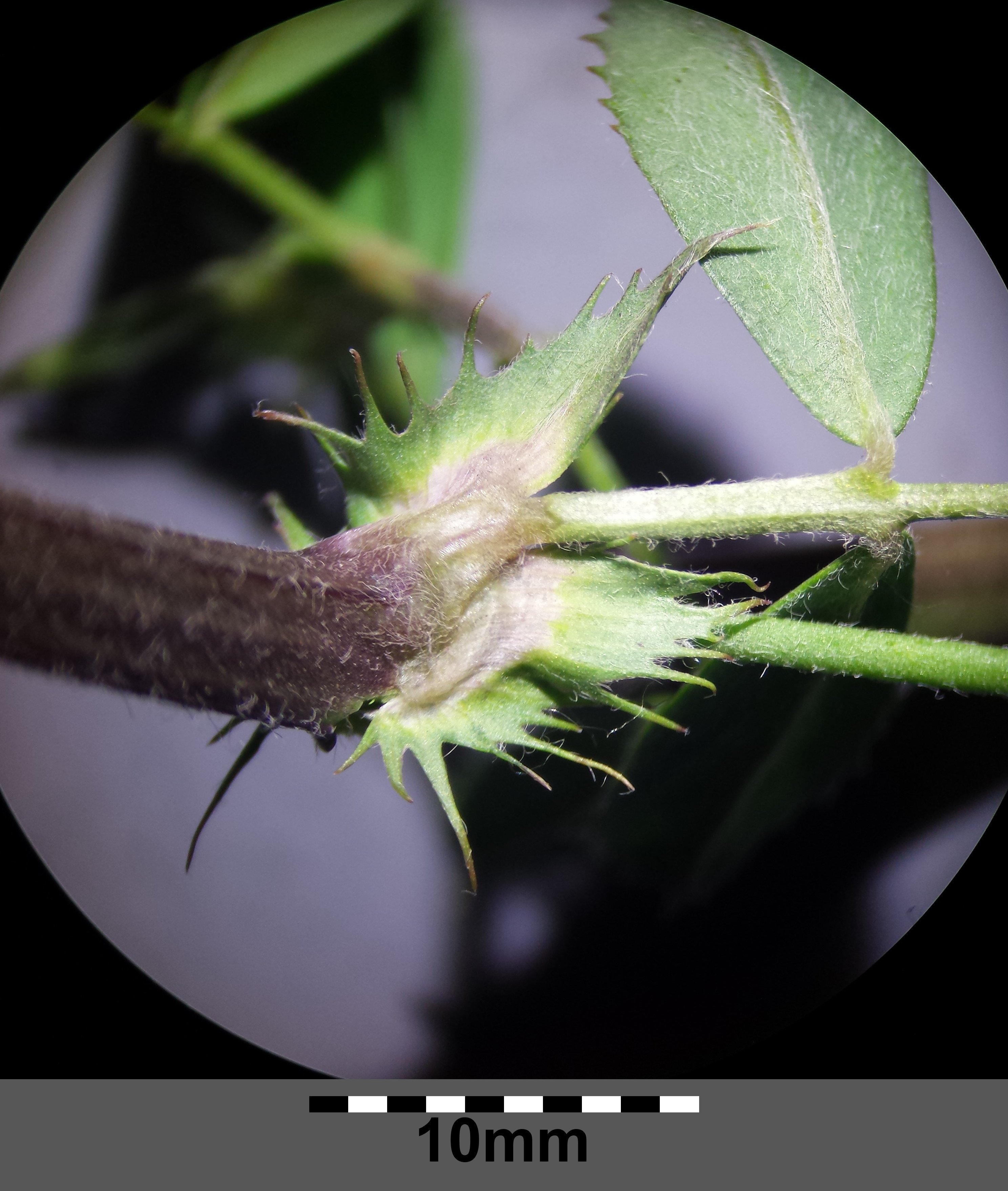
Steunblaadjes
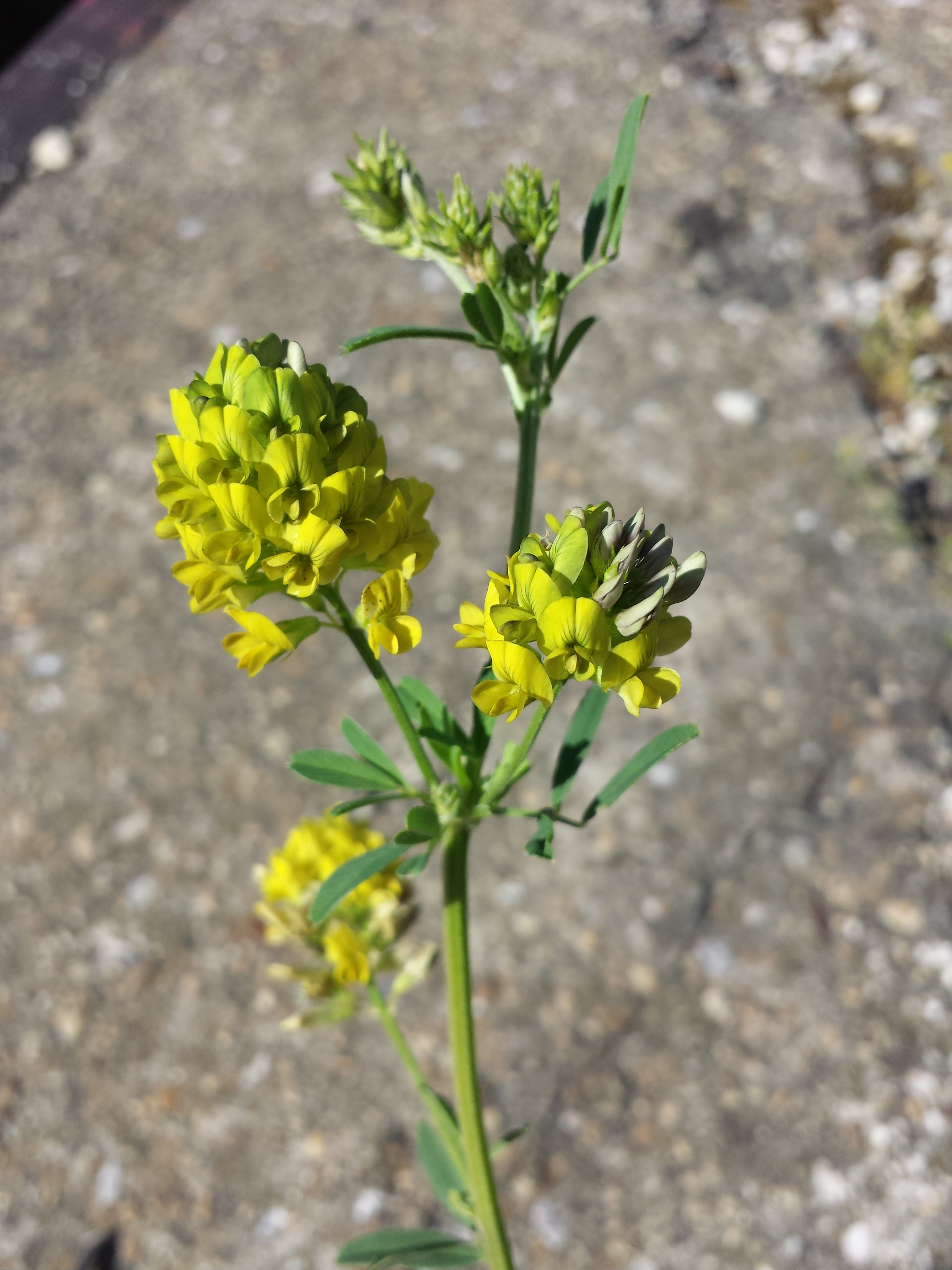
Bloeiwijze
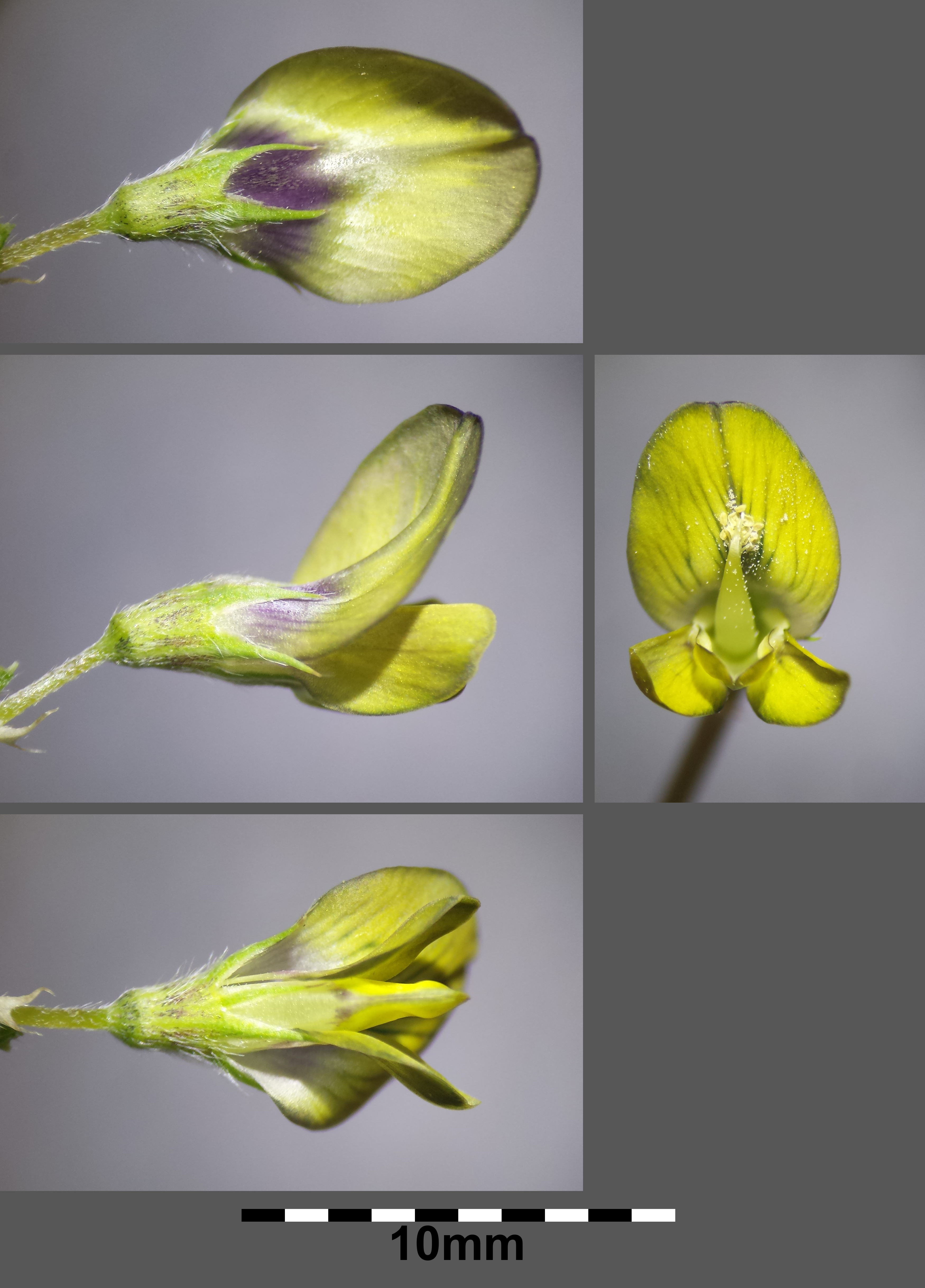
Bloem

Bonte luzerne komt voor in bermen en graslanden.
Bonte lucerne kan met behulp van de wortelknobbelbacterie Sinorhizobium meliloti stikstof uit de lucht binden.